# Omar Pernet Hernández
Omar Pernet Hernández là người quản thủ thư viện và nhà hoạt động nhân quyền người Cuba.
Ông đã bị chính quyền Cuba bắt trong vụ mùa Xuân đen năm 2003 và bị xử phạt 25 năm tù. Năm 2008 ông được phóng thích và cho sang Tây Ban Nha sống lưu vong.